# Lystre
Lystre (du grec ancien Λύστρα) était, dans l'Antiquité, une ville de Lycaonie en Asie mineure, dans l'actuelle Turquie). Aujourd’hui en ruine, l’ancienne ville est mentionnée plusieurs fois dans les Actes des Apôtres, car elle a été visitée par l’apôtre Paul de Tarse et deux compagnons.

## Localisation
Longtemps inconnue, la localisation exacte de l’ancienne ville a été établie en 1885 par l’archéologue R. S. Sterret (en) qui découvrit près de la localité d'Hatunsaray (en) (Turquie), un autel romain avec l’inscription « LYSTRA ».
Lystre se trouve à 30 kilomètres au sud de la ville de Konya (l’ancienne Iconium), près du village de Hatunsaray. Un petit musée de ce village a rassemblé quelques objets trouvés sur le site de l’ancienne ville. Le nom contemporain est "Klistra".

## Histoire
Lystre est fondée comme colonie romaine au Ier siècle av. J.-C. par l'empereur Auguste (probablement en -25). Elle fait plus tard partie de la province romaine de Galatie. Une route conduisait de Lystre à Iconium au nord.

## Saint Paul à Lystre
Paul et Barnabé visitent la ville de Lystre en 48 AD lorsqu’ils sont chassés de la ville d’Iconium (Ac 14,6). Ils y annoncent la Bonne Nouvelle. Ils y guérissent un invalide de naissance (Ac 14,8s)

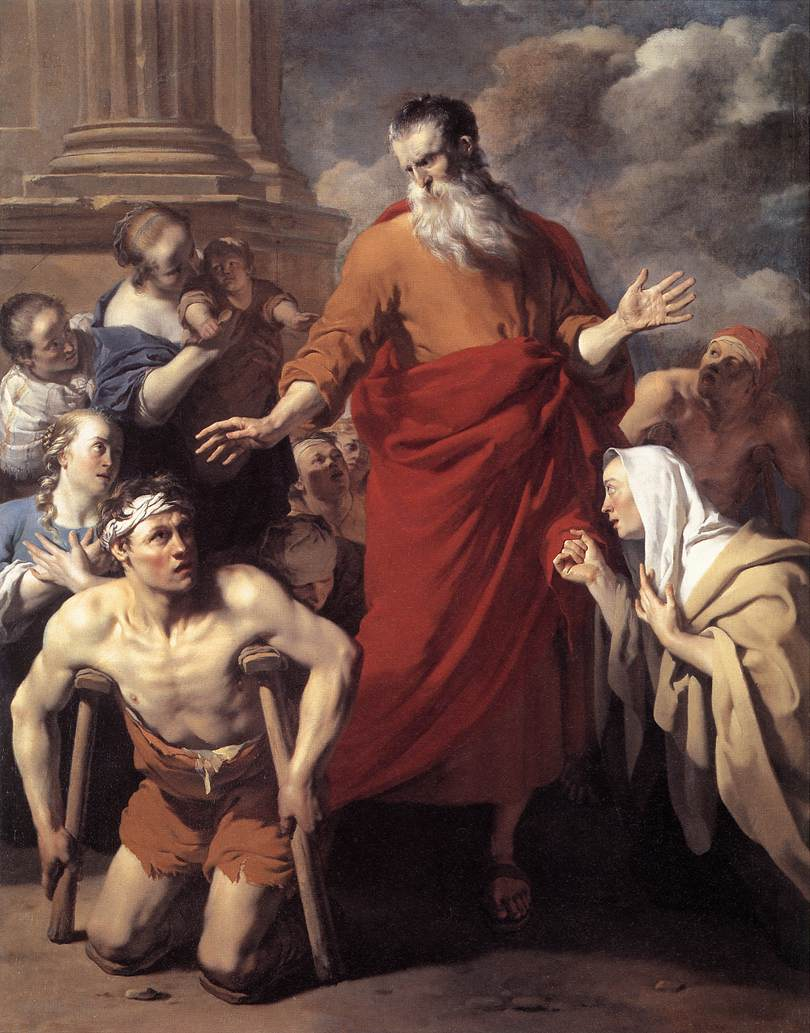
Saint Paul guérit l'invalide de Lystre, Karel Dujardin (1663).

La foule est enthousiaste : on les prend pour des dieux. Ce qui fâche Saint Paul : « nous sommes des hommes, comme vous ». C’est l’occasion de prêcher la Bonne Nouvelle : « Abandonnez ces sottises, et tournez-vous vers le Dieu vivant » (Ac 14,15s). Aucune synagogue n’est mentionnée. Il est possible que Paul se soit pour la première fois adressé à des Gentils.
Des juifs viennent d’Iconium cependant et sèment la dissension. La foule versatile se retourne contre Paul qui est lapidé et laissé pour mort (Ac 14,19) : «... à Lystre : quelles persécutions j’ai subie ! Et de toutes le Seigneur m’a délivré ! » (2 Tm 3,11). Mais il est secouru par des disciples et quitte Lystre pour Derbé. 
Après l’assemblée de Jérusalem Paul repasse dans la région pour y communiquer les décisions du concile. Il visite à nouveau Lystre (vers 51 AD) où il encourage dans la foi la jeune communauté chrétienne. Il y rencontre Timothée, un jeune chrétien de père grec et mère juive devenue chrétienne (Ac 16,1). Timothée devient un proche collaborateur. 
Il est possible que Paul soit passé une troisième fois à Lystre lorsqu’il traverse le haut pays, en route pour Éphèse (Ac 19,1).

## Siège titulaire
Durant les premiers siècles de l’ère chrétienne un évêché a existé à Lystre. L’Église catholique a maintenu un siège titulaire, vacant depuis 1968.